# Блокировка IP
Блокировка IP — один из способов пресечения доступа к сетевому ресурсу клиента, имеющего определенный IP-адрес (или IP-адрес из заданного набора). Подобные ограничения доступа зачастую используются как мера наказания определенного участника некоторой сети/сообщества (в сетевых приложениях, играх, на интернет-сайтах и. т. п.).
Данный способ также можно использовать против простых ботов (программ, автоматически выполняющих заданную функцию в сети), так как бот обычно не имеет в своём распоряжении много адресов, можно проследить те, с которых он ведёт подключение и заблокировать группу им подобных.
Так же распространено ограничение доступа по маске подсети. В таких случаях разрешается/запрещается доступ для набора IP-адресов, имеющих заданное «начало», то есть имеющие первые n бит, идентичные заданным. К примеру, если запретить доступ из сети 192.168.1.0/24, то доступ будет закрыт для всех адресов 192.168.1.(0-255). Таким способом, например, возможно разрешить доступ к сетевому ресурсу только с территории определенной страны. На малопопулярных (в том числе намеренно) ресурсах, доступных исключительно по IPv4, это является популярным действенным способом ограничить доступ пользователю с динамическим IPv4-адресом - вероятность того, что из нескольких посетителей ресурса окажется один с теми же провайдером, страной, городом и районом города, что и заблокированный, достаточно мала, чтобы ради наказания одного нежелательного пользователя закрыть доступ и всем немногочисленным остальным. При этом условия использования большинства ресурсов позволяют их администрации ограничивать доступ пользователям на своё усмотрение и без объяснения причин.

## Эффективность
Данный метод малоэффективен при запрете доступа с одного конкретного IP-адреса. Потому что, зачастую, IP-адреса выдаются автоматически при подключении клиента к сети. И его эффективность возрастает при использовании маски подсети. Т.к. выйти в сеть с другой сети намного сложнее.
Подводя итог, можно сказать, что блокировка по IP эффективна при необходимости блокировки всех клиентов определенной сети. Или же наоборот разрешения доступа только им.